# دارك سولز 3
دارك سولز 3 (بالإنجليزية: Dark Souls III)‏ هي لعبة فيديو من نوع لعبة أكشن تقمص الأدوار، صدرت عالمياً في 12 أبريل 2016، على أجهزة ويندوز وبلاي ستيشن 4 وإكس بوكس ون. اللعبة من تطوير فروم سوفت وير ومن نشر بانداي نامكو إنترتينمنت
.

## قصة اللعبة
تدور أحداث اللعبة حول مملكة لوثريك بحيث نلعب ببطل غير ميت يطلق عليه Ashen One الذي يكلف بمهمة خطيرة في عالم الظلام لمنعهم من الوصول إلى عالم الأحياء، وهذه الحرب مستمرة منذ زمن بين الضوء والظلام وحتى يمنع هذه الكارثة وينقذ العالم عليه أن يقاتل أسياد الجمر كما فعل الأبطال السابقون.

## أسلوب اللعبة
لعبة الأرواح المظلمة في جزئها الثالث تسير على درب الأجزاء السابقة من حيث النوعية والبيئات والقتال فهى لعبة من نوعية الأكشن وانتحال الأدوار والتي تختلف عن ألعاب الأربجي إلى حد ما، فألعاب الأربجي وانتحال الأدوار دائما ما يكون هناك قصة وهدف تسعى إليه ومهام تقوم بها سواء مهام للقصة أو مهام جانبية لمساعدة أشخاص واتخاذ قرارات، ولكن لعبة الأرواح المظلمة تختلف تماما عن هذه النوعيات بحيث تعطى لنفسها قصة صغيرة وهدف واحد وعليك أن تسعى إليه وسط عالم مفتوح وشاسع ومليء بالأخطار حتى تصل إلى وجهتك وهذا بالتأكيد لن يكون سهلا على الإطلاق.
لعبة الأرواح المظلمة من الألعاب المعقدة والصعب جدا والتي يصعب شرح طريقها وشرح المهام بها لان بها طرق كثيرة جدا تؤدى إلى أماكن عديدة ومنها أماكن سرية يمكنك أن تكتشفها بنفسك داخل البيئة، وليست الصعوبة في الشرح فقط أو معرفة الطريق ولكن الصعوبة الكبيرة أيضا في القتال الذي يضعك ضد وحوش كثيرة وزعماء عملاقة يصعب التغلب عليهم، وحتى نستطيع التغلب على كل هذه الصعوبات علينا أن نتعرف على بعض الأساسيات في اللعبة والتي تغيرت منها أشياء عن الأجزاء السابقة، كما أن هذا الجزء سيكون سهل لمن قام بتجربة الأجزاء السابقة بسبب سهولة الجيم بلاى الذي تم التعديل عليه وأصبح مرن عن السابق.
لعبة الأرواح المظلمة تعتمد على منظور الشخص الثالث الذي يظهر الشخصية بشكل كامل مع كاميرا حرة يمكن توجيهها في مختلف الزوايا لرؤية البيئة من حولك، الجيم بلاى الخاص باللعبة سيكون متشابه كثيرا للجزء الثانى بالتحديد فسوف نجد مجموعة من الأسلحة المميزة داخل اللعبة بحيث يمكننا حمل سلاحين معا لنقاتل بشكل سريع ونقضي على الأعداء من عددت ضربات، كما يمكننا حمل سلاح ودرع ويمكن القتال بالدرع وضرب الأعداء به أو أن تتصدى به من ضربات الأعداء حتى لا تقل صحتك، أيضا مثل السابق سيكون هناك خط صحة باللون الأحمر وخط طاقة خاص بحركاتك وقتالك ويقل كلما تماديت في القتال، لذلك سوف نتراجع عن القتال بعد ضربتين أو ثلاثة حتى نستطيع أن نقوم بترقية الطاقة إلى مساحة أكبر ونستطيع بعد ذلك القضاء على الأعداء بسهولة.
أيضا من ضمن سهولة التحكم في الجيم بلاى هي المراوغة التي أصبحت مرنة عن السابق بحيث يمكنك التدحرج من حول الأعداء لتتفادى ضرباتهم وتراوغهم بسهولة وتنقض عليهم بعد ذلك، وأيضا مثل السابق بعد ضربك للأعداء بضربات سريعة يمكنك التراجع بالقفز إلى الخلف حتى تتفادى الضربات وهي نوع اعتدنا عليه في المراوغة من الأجزاء السابقة، أيضا البيئة ستعطى لنا بعض القنابل المتفجرة لنستخدمها على الأعداء والزعماء لنقضي عليهم وتسهيل القتال قليلا، أيضا اللعبة مازالت تحتفظ بفكرة المشاعل لحفظ اللعبة ونجدها في كل طريق نسلكه على مسافات متباعدة.
أيضا ستعود القدرات السحرية المختلفة التي نكتسبها في اللعبة وسيكون لها خط طاقة يمكن استخدامها أثناء القتال ولكن عند استخدامها سوف ينقص الخط السحرى ولا تستطيع أن تستخدمه باستمرار، ولكن مثل الأجزاء السابقة سوف نجد أن هناك قوارير خاصة بطاقة السحر يمكنك الحصول عليها وتزويد خط السحر حتى تستطيع القتال بطاقات السحر على فترات ولا تستهلكها بشكل متكرر، كما ستكون هناك قوارير خاصة بسرعة الضربات والتي تجعلك تضرب الأعداء بقوة وتقضي عليهم من ضربة أو اثنين.

## التطوير

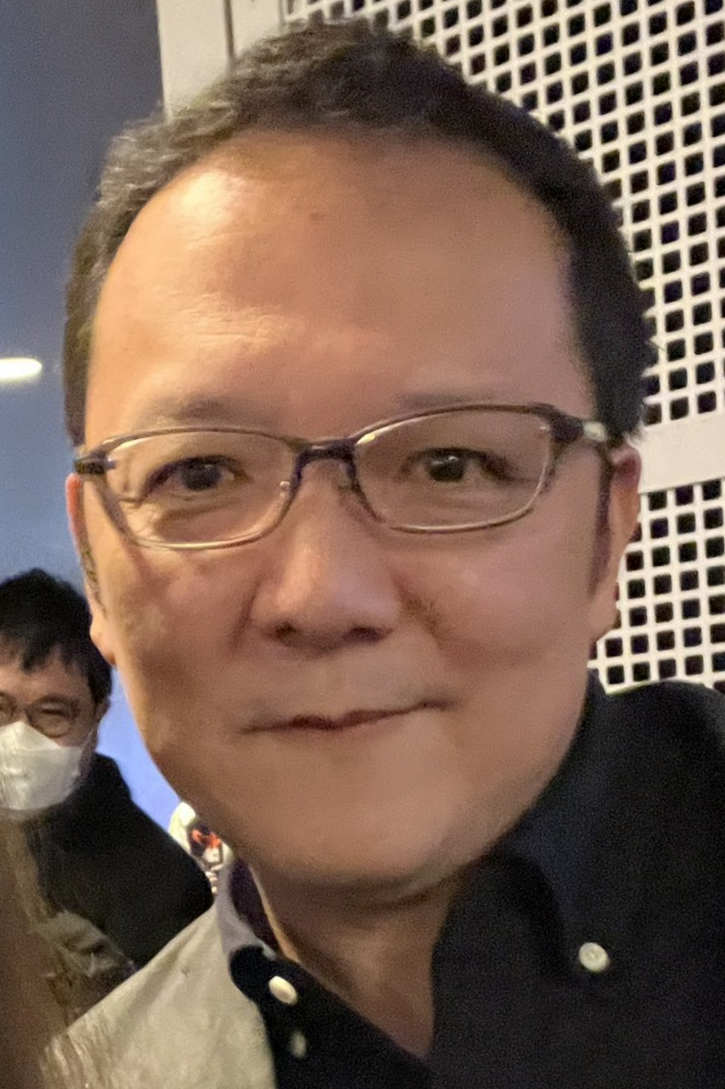
مُخرج اللُّعبة: هيديتاكا ميازاكي

قبل بداية معرض E3 هذا العام كانت هناك تسريبات مؤكدة حول صدور جزء ثالث للعبة Dark Souls 3 وهي عبارة عن بعض الصور التي تعرض عالم اللعبة بأعمال فنية، وبعد ذلك نشر موقع IGN صور للعبة بتاريخ 2016 ثم جاء المعرض المنتظر E3 وتم الإعلان عن اللعبة في مؤتمر مايكروسوفت بشكل واضح وصريح بان اللعبة سوف تصدر في 2016 , وعندما نتمعن في مراحل تطوير اللعبة سنجد أن مراحل التطوير بدأت من منتصف 2013 علي يد المتطورين Tomohiro Shibuya and Yui Tanimura بدلا من المطور الأساسي للسلسلة السيد (Hidetaka Miyazaki) وتم تطويرها جنبا إلي جنب مع لعبة Bloodborne , وقصة اللعبة ستكون مكملة لأحداث الجزء الثاني مباشرتا ولن يكون هذا الجزء هو ختام السلسلة.

## وصلات خارجية
- دارك سولز 3 على موقع IMDb (الإنجليزية)

- الموقع الرسمي